# Eichholz (Trebgast)
Eichholz (oberfränkisch: Achhulds)  ist ein Gemeindeteil der Gemeinde Trebgast im Landkreis Kulmbach (Oberfranken, Bayern). Eichholz liegt in der Gemarkung Trebgast.

## Geographie
Der aus fünf Einzelsiedlungen bestehende Weiler liegt auf dem Wehelitzer Berg, der zum Obermainischen Hügelland zählt. Er ist weitgehend von Waldgebieten umgeben. Die Kreisstraße KU 10 führt nach Trebgast zur Staatsstraße 2182 (1,5 km östlich) bzw. nach Heinersreuth (2,2 km nordwestlich).

## Geschichte
Eichholz ist eine neuzeitliche Ausbausiedlung von Trebgast. Ihren Namen erhielt sie von einem gleichlautenden Flurnamen.
Mit dem Gemeindeedikt wurde Eichholz dem 1811 gebildeten Steuerdistrikt Trebgast und der 1812 gebildeten gleichnamigen Ruralgemeinde zugewiesen.

### Einwohnerentwicklung
| Jahr      | 001818 | 001861 | 001871 | 001885 | 001900 | 001925 | 001950 | 001961 | 001970 | 001987 |
| Einwohner | 4      | 27     | 25     | 28     | 27     | 18     | 22     | 39     | 27     | 18     |
| Häuser    | 1      |        |        | 4      | 4      | 4      | 5      | 8      |        | 5      |
| Quelle    | [ 7 ]  | [ 10 ] | [ 11 ] | [ 12 ] | [ 13 ] | [ 14 ] | [ 15 ] | [ 16 ] | [ 17 ] | [ 1 ]  |

## Religion
Eichholz ist evangelisch-lutherisch geprägt und nach St. Johannes (Trebgast) gepfarrt.